# ARCNET
ARCNET je poměrně rozšířená technologie lokální sítě (LAN), svou stavbou se podobá protokolům Ethernet či Token Ring. ARCNET byl svého času jednou z prvních technologií, která byla široce dostupná pro síťovou komunikaci mikropočítačů a stala se populární zejména v osmdesátých letech pro použití v automatizaci kancelářských prací. Od té doby se její uplatnění přesunulo na trh s vestavěnými systémy (embedded systémy).

## Historie
ARCNET byl vyvinut hlavním vedoucím vývoje Johnem Murphym ve společnosti Datapoint v roce 1976 a veřejnosti představen o rok později. S původním cílem najít alternativu k výkonným a drahým sálovým počítačům umožnil ARCnet vznik prvních výpočetních clusterů na bázi počítačové sítě (LAN). Aplikace byly vyvíjeny v jazyku DATABUS, což byl programovací jazyk patřící společnosti Datapoint (svými rysy podobný jazyku COBOL) a provozovány na jediném počítači s připojenými terminály. Pokud počet uživatelů přesáhl kapacitu původního počítače, mohly být přidány další výpočetní prostředky, které navzájem komunikovaly prostřednictvím protokolu ARCnet. Koncem sedmdesátých let bylo v komerčním provozu přes deset tisíc sítí postavených na protokolu ARCnet a společnost Datacom se díky tomuto průlomu objevila na žebříčku „Fortune 500 Company“ (roční hodnocení nejúspěšnějších společností v USA). Jakmile převzaly nadvládu nad trhem mikropočítače, ARCnet mohl být výrobcům nabídnut jako levné, osvědčené a spolehlivé řešení pro lokální sítě (LAN).
ARCnet zůstal proprietárním do začátku osmdesátých let. Jeho uvolnění bylo odpovědí na tehdejší převahu společnosti IBM a její síťový protokol SNA (System Network Architecture). V roce 1979 byl vydán Referenční model ISO/OSI. Krátce poté, v roce 1980, firmy Digital, Intel a Xerox (tzv. DIX konsorcium) vydaly otevřenou normu protokolu Ethernet, která byla brzy přijata jako základ pro normy vydávané IEEE a ISO. IBM odpověděla návrhem protokolu Token Ring, který se měl stát alternativou k Ethernetu. Technologie ARCNET byla ve své době levnější, spolehlivější a flexibilnější než ostatní. Koncem osmdesátých let měla podíl na trhu zhruba stejný jako Ethernet.

## Princip
Původní ARCNET používal koaxiální kabel s označením RG-62/U a buď pasivní nebo aktivní HUBy zapojené ve sběrnicové i hvězdicové topologii. V časech své největší slávy využíval ARCNET dvě hlavní přednosti, které Ethernet postrádal. Jednou z nich byla možnost použití hvězdicové topologie, která byla o mnoho jednodušší realizovat či rozšířit (navíc byla snadněji udržovatelná). Druhou byla vzdálenost - koaxiální kabel, který se používal pro ARCNET mohl mezi dvěma aktivními prvky měřit až 610 metrů (zatímco maximální použitelná vzdálenost tenkého Ethernetu, který využíval koaxiálního kabelu RG-58 dosahovala pouze 183 metrů). ARCNET vyžadoval použití buď aktivních nebo pasivních HUBů mezi dvěma stanicemi v případě, že byly v síti více než dvě, zatímco Ethernet dovoloval rozmístění uzlů podél lineárního koaxiálního kabelu. Na druhou stranu pasivní huby pro ARCNET se daly pořídit velice levně, avšak omezovaly vzdálenost mezi uzlem a aktivním hubem na 30 metrů.
Ke zprostředkování přístupu ke sběrnici (médiu), využívá ARCNET metody zasílání tokenu (speciálního bloku dat opravňující svého držitele k vysílání), ta se nepatrně liší od té, používané v protokolu Token Ring. Běžně funguje provoz následujícím způsobem. Pokud není žádná ze stanic na síti aktivní (žádná z nich nevysílá), „token“ je předáván od stanice ke stanici a žádná ze stanic nebude moci vysílat, dokud nebude vlastnit token. Pokud si určitá stanice přeje poslat zprávu, vyčká až na ni dojde řada a token k ní dorazí, poté pošle svou zprávu a po ukončení vysílání opět předá token stanici následující. Vzhledem k tomu, že je topologie ARCNETu implementována jako distribuovaná hvězda, token nemůže být zaslán od stanice ke stanici po kruhu (fyzicky to kruh není). Místo toho je každému z uzlů přidělena osmibitová adresa a pokud se k síti připojí nový uzel (nebo se jeden ze starých uzlů odpojí), nastane rekonfigurace, ve které si každý uzel v síti zjistí adresu uzlu „nad ním“. Token pak může znovu obíhat v „pomyslném kruhu“.
Jedním z podstatných rozdílů oproti ostatním technologiím je, že ARCNET poskytuje odesílateli (odesílací stanici) potvrzení, zda odeslaná zpráva dorazila k určenému cíli, či nikoli a to ještě předtím, než je token přijat dalším uzlem na síti. To dovoluje mnohem rychlejší zotavení při výskytu chyby a to za pomocí vyšších protokolů. Další výhodou ARCNETu je, že neplýtvá síťový čas vysíláním na stanici, která není připravena zprávu přijmout - to je uskutečněno provedením inicializačního dotazu (na hardwarové úrovni), který zjistí, zda je příjemce připraven k přijetí většího množství dat, ještě než je samotný přenos proveden.
Přestože doba doručení zprávy z jednoho prvku k druhému závisí na počtu prvků v síti a velikosti zpráv, které jsou právě přenášeny, tento čas je vždy shora omezený. Díky této vlastnosti je ARCNET deterministický protokol.
Navzdory všem skvělým vlastnostem a použitelnosti v prostředích reálného času, jako je například řízení procesů (process controll), podlehl ARCNET časem konkurenčnímu Ethernetu, který dnes na poli technologií LAN dominuje.